# Fuchsia sessilifolia
Fuchsia sessilifolia är en dunörtsväxtart som beskrevs av George Bentham. Fuchsia sessilifolia ingår i släktet fuchsior, och familjen dunörtsväxter. Inga underarter finns listade i Catalogue of Life.